# Фоса (Арецо)
Фоса је насеље у Италији у округу Арецо, региону Тоскана.
Према процени из 2011. у насељу је живело 23 становника. Насеље се налази на надморској висини од 327 м.